# Netria viridescens
Netria viridescens är en fjärilsart som beskrevs av Walker 1855. Netria viridescens ingår i släktet Netria och familjen tandspinnare. Inga underarter finns listade i Catalogue of Life.

## Bildgalleri

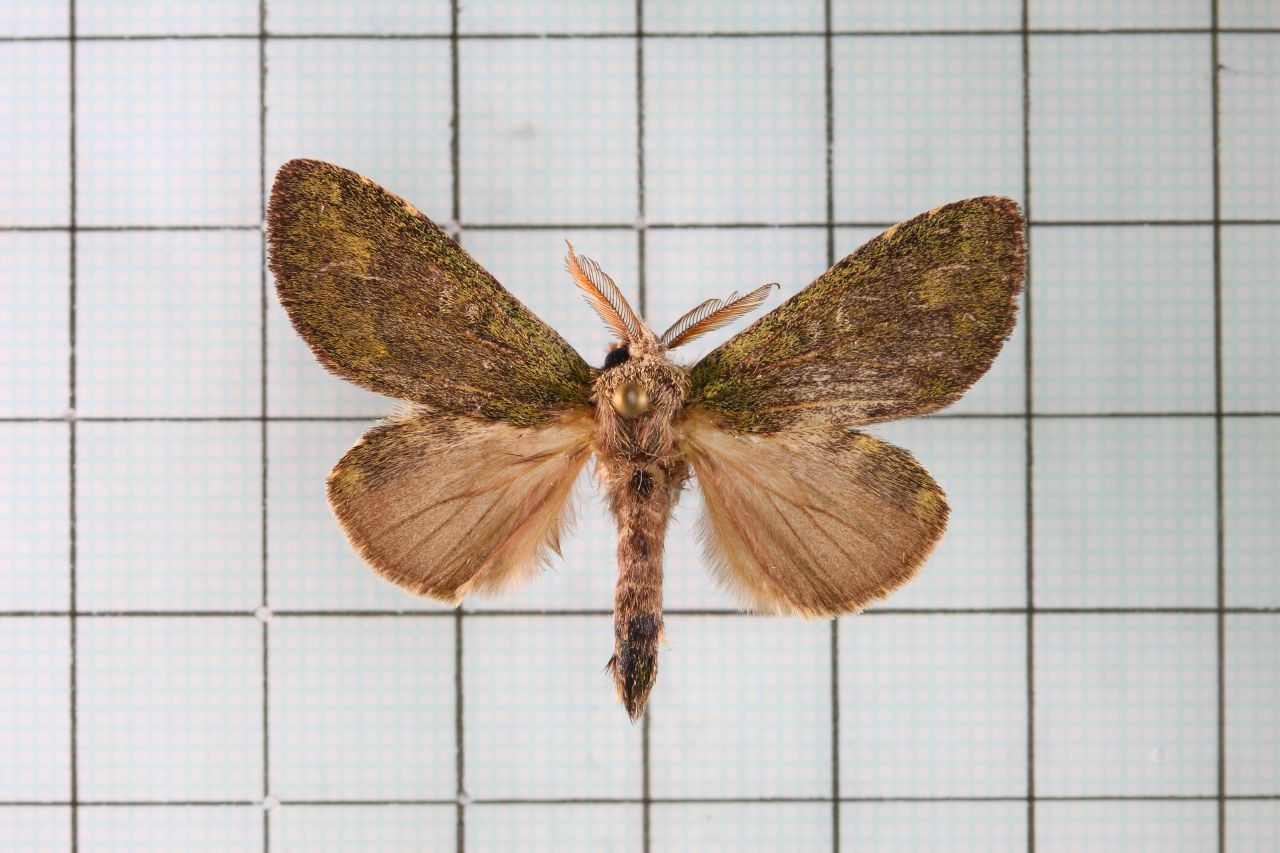